# فيليب إرينريك
فيليب إرينريك (بالألمانية: Philipp Ehrenreich)‏ هو منافس ألعاب قوى نمساوي، (ولد في برنو في التشيك 1892  م).

## وصلات خارجية
- فيليب إرينريك على موقع أوليمبيديا (الإنجليزية)